# 397
| 397                |
| ------------------ |
| Dødsfald - Fødsler |
|                    |

| Gregoriansk kalender | 397 CCCXCVII            |
| Ab urbe condita      | 1150                    |
| Armensk kalender     | I/T                     |
| Kinesiske kalender   | 3093 – 3094 丙申 – 丁酉 |
| Etiopisk kalender    | 389 – 390               |
| Jødisk kalender      | 4157 – 4158             |
| Hindukalendere       |                         |
| - Vikram Samvat      | 452 – 453               |
| - Shaka Samvat       | 319 – 320               |
| - Kali Yuga          | 3498 – 3499             |
| Iransk kalender      | 225 BP – 224 BP         |
| Islamisk kalender    | 232 BH – 231 BH         |

## Dødsfald
- 4. april – Sankt Ambrosius
- 8. november – Skt. Morten